# 3641 Williams Bay
3641 Williams Bay је астероид главног астероидног појаса са пречником од приближно 31,55 .
Афел астероида је на удаљености од 3,385 астрономских јединица (АЈ) од Сунца, а перихел на 2,597 АЈ.
Ексцентрицитет орбите износи 0,131, инклинација (нагиб) орбите у односу на раван еклиптике 16,124 степени, а орбитални период износи 1890,063 дана (5,174 година).
Апсолутна магнитуда астероида је 11,40 а геометријски албедо 0,048.
Астероид је откривен 24. новембра 1922. године.